# Luis Quinchavil
Luis Quinchavil Suárez (Nueva Imperial, Chile, 26 de agosto de 1938 - detenido desaparecido, Provincia de Neuquén, Argentina, 19 de febrero de 1981) fue un académico chileno y dirigente campesino de la Provincia de Cautín. Luis Quinchavil militaba en el Movimiento de Izquierda Revolucionaria (MIR) al momento de su desaparición forzada. En su estancia en Países Bajos, contribuyó como informante en la elaboración del libro A grammar of Mapuche de la lingüista holandesa Ineke Smeets.

## Detención y vida en el destierro
Tras el golpe de Estado en 1973, Luis, también conocido como Quincha, fue detenido por el Servicio de Inteligencia del Ejército el 23 de noviembre de 1973.Fue condenado por un consejo de guerra a la pena de 7 años de presidio, pero se acogió al decreto ley 504, conmutando su pena por la de extrañamiento en 1976.
Ese año llegó a Países Bajos donde trabajó como profesor de mapudungun en la Universidad de Leiden. Entre 1977 y 1980, colaboró con Ineke Smeets como informante para la elaboración de una gramática de la lengua mapuche titulada A grammar of Mapuche. Junto a él, Rafael Railaf, también exiliado, cumplió la misma función para con Smeets.
De acuerdo a las descripciones de Smeets, Luis Quinchavil era una persona seria y dedicada a la lucha por una sociedad justa en Chile. Asimismo, según las descripciones que aparecen en el sitio web Memoria Viva, se trataba de un "tipo tranquilo, jovial, conversador y alegre".

## Retorno a Chile y desaparición
En 1981, Luis es detenido por la gendarmería argentina cerca del paso montañoso Huahum, que conecta la Provincia de Neuquén, en Argentina, con la Región de Los Ríos, en Chile. Junto a él, fue también apresado el militante mirista José Campos. El intento de ingreso de Luis y José se dieron en el marco de la Operación Retorno, estrategia del MIR orientada a recomponer la estructura de su organización, gravemente resquebrajada por la dictadura militar de Pinochet.Según el testimonio del ex-preso y militante del MIR, Guillermo Rodríguez, el objetivo de esta operación era 
Avanzar hacia una creciente acumulación de fuerza social, política y militar que nos permitiera a largo plazo derrotar a la dictadura desde abajo y establecer un Gobierno Democrático, Popular y Revolucionario, (…) combinando las acciones clandestinas con el impulso de la lucha abierta, ofensiva y directa.
Posterior a su detención, las autoridades argentinas pusieron a disposición de agentes de seguridad de Chile tanto a Luis Quinchavil como a José Campos. De su paradero no se supo más, ya que las diversas gestiones judiciales para conocer su destino resultaron infructuosas, pues tanto las instituciones argentinas y chilenas niegan tener información.